# 勝安藝術獎
勝安藝術獎，2005年創辦，為台灣唯一專注推動水墨藝術教育的公益大獎，由楊麒麟盛連金夫婦為紀念愛子楊勝安老師捐款楊勝安藝術獎學金而成立，獎勵對象為台灣高中職學生，每年11月14日徵件，同年12月舉行全國青年水墨創作大展並舉行頒獎典禮，目前由社團法人台灣愛心365藝文關懷協會管理與執行，目前由社會善心人士共同贊助經費以維持運作。
2014年達成勝安藝術獎十年里程碑，獎勵1,010位青年學子。